# Punto caldo di Trinidade

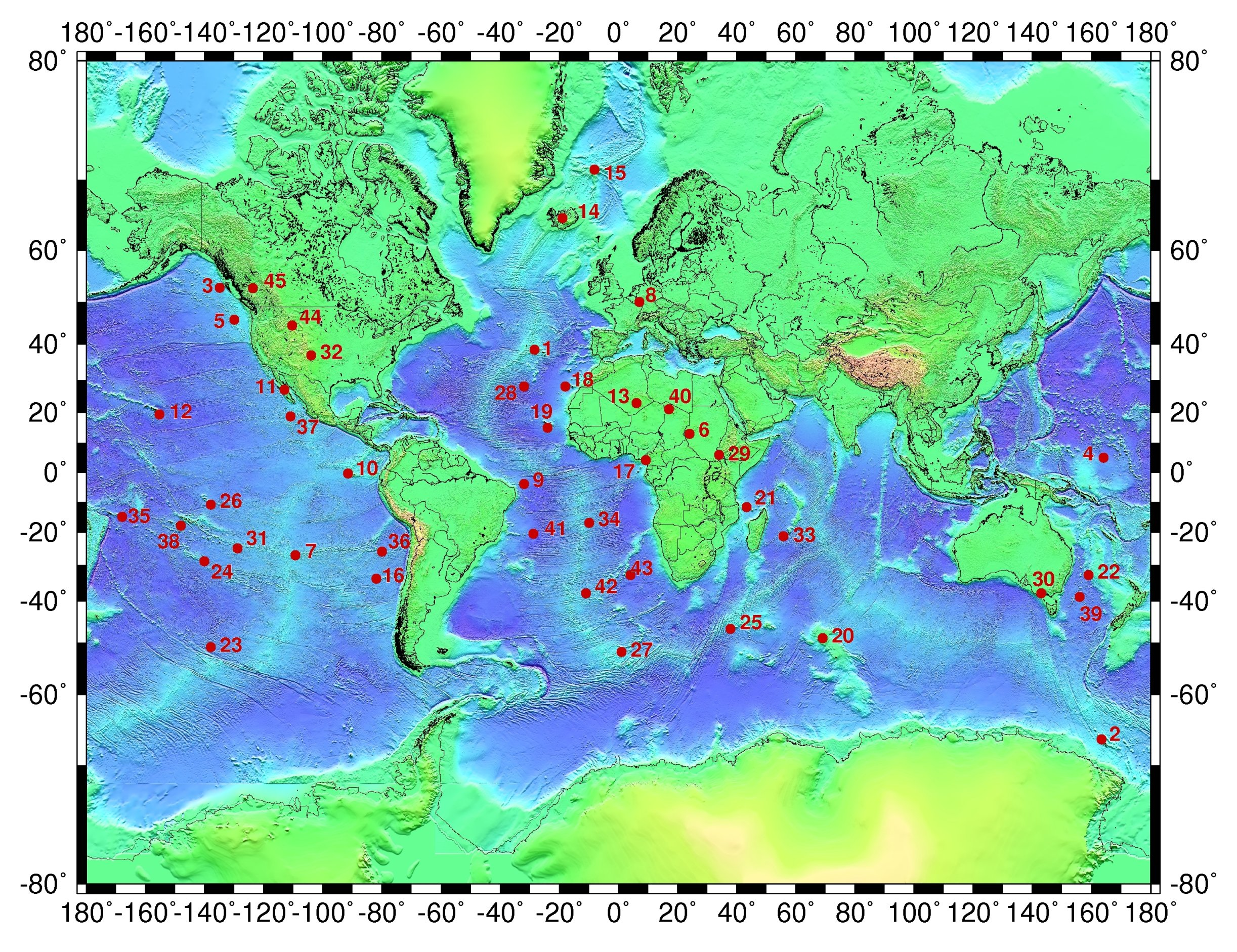
Il punto caldo di Trinidade è situato nella parte centrale della mappa, identificato con il numero 41.

Il punto caldo di Trinidade è un ipotetico punto caldo che presuppone che la catena di vulcani sottomarini Vitória-Trindade, al largo delle coste del Brasile, nell'Oceano Atlantico meridionale, sia una catena formata da un punto caldo vulcanico.
L'ipotetico punto caldo dovrebbe essere responsabile della creazione della catena sottomarina Vitória-Trindade orientata in senso est-ovest, che include l'arcipelago Trindade e Martim Vaz alla sua estremità orientale. La piccola isola di Trinidade sarebbe il più recente centro eruttivo del punto caldo.
L'idea è basata su dati geochimici, in particolare relativi alle rocce ultramafiche fortemente sottosature in silice delle isole Trinidade e Martim Vaz. I dati isotopici, del tipo OIB, sono favorevoli all'ipotesi di un punto caldo. La direzione della catena vulcanica è però in senso est-ovest, mentre il moto del vettore della placca sudamericana è in direzione nord-ovest; pertanto la catena vulcanica non può essere collegata a un punto caldo. Recenti pubblicazioni hanno proposto che il mantello fuso sia penetrato orizzontalmente lungo la zona di frattura Vitória-Trindade, che è presente nel mantello litosferico.
Per gli stessi motivi, nemmeno la catena vulcanica dell'arcipelago di Fernando de Noronha può essere stata formata da un punto caldo. Invece gli allineamenti magmatici NW-SE, come le catene Cruzeiro do Sul, Bahia Chain e Macau-Queimado, sono considerate collegate a un punto caldo.